# Stadion im. dr. Constantina Rădulescu
Stadion im. dr. Constantina Rădulescu (rum. Stadionul Dr. Constantin Rădulescu) – trzygwiazdkowy stadion mieszczący się w mieście Kluż-Napoka. Jest macierzystym stadionem klubu CFR Kluż. W sierpniu 2008 roku stadion przeszedł renowację. Plany konstrukcyjne przewidują przebudowę obiektu, by pomieścił ponad 40 tys. widzów. Północna część stadionu nie posiada miejsc siedzących, dlatego miejsca rozmieszczone są na kształt podkowy.